# Menophra maura
Menophra maura là một loài bướm đêm trong họ Geometridae.